# ヘンリー・シモンズ
ヘンリー・シモンズ（Henry Simmons, 1970年7月1日 - ）は、アメリカ合衆国出身の俳優である。

## 出演作品

### テレビ
- CSI:マイアミ
- レイジング・ザ・バー 熱血弁護人
- SHARK カリスマ敏腕検察官（アイザック・ライト）
- NYPD BLUE 〜ニューヨーク市警15分署（ボールドウィン・ジョーンズ）
- エージェント・オブ・シールドシーズン2から（アルフォンソ・“マック”・マッケンジー）

### 映画
- ディア・ダディ 嘘つき父さんの秘密（マイク）
- ジョージア・オキーフ 〜愛と創作の日々〜
- スパルタカス（ドラバ）
- TAXI NY（ジェシー）
- 善き人に悪魔は訪れる No Good Deed (2014)